# Hauptstraße 27 (Merkendorf)
Das Wohnhaus Hauptstraße 27 ist ein zweigeschossiger traufständiger Satteldachbau in der Hauptstraße 27 der Stadt Merkendorf im Fränkischen Seenland (Mittelfranken). Das Gebäude steht unter Denkmalschutz.

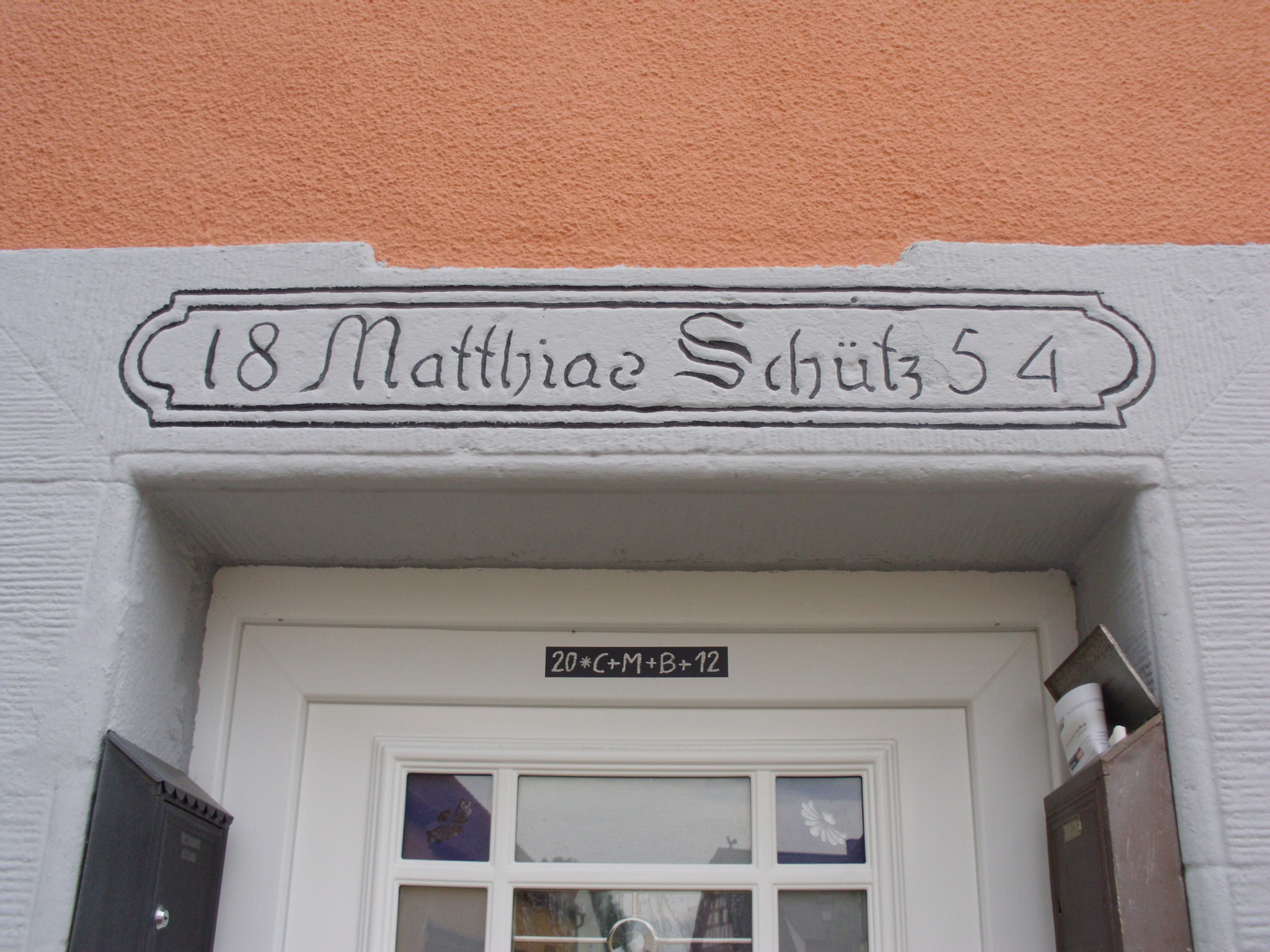
Türsturzinschrift in der Hauptstraße 27

## Bau
Der Türsturz verweist darauf, dass das Gebäude 1854 durch Matthias Schütz erbaut wurde.